# Kazunari Okayama
Kazunari Okayama (jap. 岡山 一成, Okayama Kazunari; * 24. April 1978 in der Präfektur Osaka) ist ein ehemaliger japanischer Fußballspieler.

## Karriere
Okayama erlernte das Fußballspielen in der Schulmannschaft der Hatsushiba Hashimoto High School. Seinen ersten Vertrag unterschrieb er 1997 bei den Yokohama Marinos (heute: Yokohama F. Marinos). Der Verein spielte in der höchsten Liga des Landes, der J1 League. Für den Verein absolvierte er 17 Erstligaspiele. 1999 wurde er an den Zweitligisten Omiya Ardija ausgeliehen. 2000 kehrte er zu den Yokohama F. Marinos zurück. 2000 wurde er mit dem Verein Vizemeister der J1 League. Für den Verein absolvierte er 13 Erstligaspiele. 2001 wechselte er zum Ligakonkurrenten Cerezo Osaka. 200 erreichte er das Finale des Kaiserpokals. Für den Verein absolvierte er 28 Erstligaspiele. 2002 wechselte er zum Zweitligisten Kawasaki Frontale. Für den Verein absolvierte er 73 Spiele. 2004 wurde er mit dem Verein Meister der J2 League. 2005 wechselte er zum Ligakonkurrenten Avispa Fukuoka. Für den Verein absolvierte er 34 Spiele. 2005 wurde er mit dem Verein Vizemeister der J2 League. 2006 wechselte er zum Ligakonkurrenten Kashiwa Reysol. 2006 wurde er mit dem Verein Vizemeister der J2 League und stieg in die J1 League auf. Für den Verein absolvierte er 46 Spiele. Im August 2007 wechselte er zum Zweitligisten Vegalta Sendai. Für den Verein absolvierte er 51 Spiele. 2009 wechselte er zu Pohang Steelers. 2011 wechselte er zum Zweitligisten Consadole Sapporo. Am Ende der Saison 2011 stieg der Verein in die J2 League auf. 2013 wechselte er zu Nara Club. Ende 2017 beendete er seine Karriere als Fußballspieler.

## Erfolge
Yokohama F. Marinos
- J1 League

Vizemeister: 2000
Cerezo Osaka
- Kaiserpokal

Finalist: 2001